# Phyllanthera perakensis
Phyllanthera perakensis är en oleanderväxtart som beskrevs av George King och Gamble. Phyllanthera perakensis ingår i släktet Phyllanthera och familjen oleanderväxter. Inga underarter finns listade i Catalogue of Life.